# Stanislawa Stanislawowna Komarowa
Stanislawa Stanislawowna Komarowa (russisch Станислава Станиславовна Комарова; * 12. Juni 1986 in Moskau) ist eine russische Schwimmerin.
Über 200 m Rücken holte sie bei den Schwimmeuropameisterschaften 2002 und 2004 jeweils den Titel. 2002 wurde sie auch über die 100-m-Distanz Europameisterin. Außerdem gewann sie hinter Kirsty Coventry über die gleiche Strecke bei den Olympischen Spielen 2004 in Athen die Silbermedaille.